# Badalona
Badalona é um município da Espanha na comarca de Barcelonès, província de Barcelona, comunidade autónoma da Catalunha. Tem 20,95 km² de área e em 2021 tinha 223 006 habitantes (densidade: 10 644,7 hab./km²).

## Localização
Localizado fisicamente a 10 km de distância de Barcelona, situada na costa do mar Mediterrâneo, ocupa parcialmente o delta de Rio Besòs e contrafortes da Serra de La Marina.
Assumiu a condição de cidade em 1897.

## Cidades irmãs
- Alcanar, Espanha
- Gotemburgo, Suécia
- Montevideo, Uruguai
- Parla, Espanha
- San Fernando, Espanha
- Valparaíso, Chile